# فاتشيكا
بلدية فاتشيكا (بالإسبانية: Facheca)‏, هي بلدية تقع في مقاطعة اليكانتي. جنوب شرق إسبانيا. يبلغ عدد سكانها 93 نسمة.